# Višegrad
Višegrad (in serbo Вишеград?) è un comune della Bosnia ed Erzegovina con 11 774 abitanti al censimento 2013, che sorge a circa 100 chilometri ad est della capitale Sarajevo, nel territorio della Repubblica Serba di Bosnia ed Erzegovina. La città è situata nel sud-est della regione storico-geografica della Bosnia.

## Storia

### Le origini
La parte più antica della città, in cui sorge la kasaba, è collocata su una stretta lingua di terra nel punto di confluenza dei due fiumi della città: Rzav e la Drina, celebrata nel romanzo d'esordio dello scrittore - premio Nobel per la letteratura nel 1961- Ivo Andrić, Il ponte sulla Drina. In epoca moderna la città ha assunto un ruolo di primo piano nella guerra dei Balcani a causa della sua posizione strategica, che la colloca tra il fiume e il confine con l'area Serba della Repubblica Srpska.

### Periodo ottomano
Višegrad è conosciuta principalmente per il suo ponte, costruito per volere del gran visir Mehmed Paşa Sokolovič. Mehmet Paşa (1505-1579) nacque a Sokoloviči, un paesino Bosniaco in prossimità di Višegrad abitato in prevalenza da contadini serbi in epoca ottomana, quando ancora l'Impero ottomano applicava il devşirme (dal turco "devşirmek", "raccogliere"). A causa di questa pratica ai cittadini di confessioni diverse dall'Islam, soprattutto contadini serbi, veniva imposto un tributo di sangue in vite umane: essi erano quindi costretti a cedere uno dei propri figli (chi non voleva sottomettersi a questa regola avrebbe visto i propri figli portati via con la forza), che venivano allontanati dalle famiglie natali per essere cresciuti ed istruiti come giannizzeri, l'ordine militare d'élite dell'esercito ottomano. Questa pratica era in genere aborrita dalle famiglie cristiane che potevano arrivare, nei casi estremi, a sfigurare i propri figli per evitare loro tale destino. Con il tempo però questa pratica venne vista con favore da alcuni tra gli stessi Serbi e Bosniaci, che vedevano in essa la possibilità di dare un futuro roseo ai propri figli nella capitale, con la speranza che un giorno questi, che non dimenticavano mai le proprie origini, né venivano costretti a farlo pur essendo stati convertiti ed istruiti all'Islam, potessero agire da posizioni di potere in favore di quelle terre.
In una di queste missioni di reclutamento venne preso anche un bambino che, negli anni, si distinse per intelligenza e capacità tanto da entrare nelle grazie del Sultano Solimano il Magnifico e di suo figlio Selim, che gli concesse la mano della figlia İsmihan. Di quel giovane, che assunse il nome di Mehmet, si sa che non dimenticò mai la sua terra natale, il giorno in cui ne venne sottratto e il lungo e faticoso viaggio verso Istanbul, che ebbe inizio con l'attraversamento della Drina in piena. Così, insieme alle molte opere religiose e commerciali che commissionò nei territori dell'Impero, incluse anche un Ponte sulla Drina, la cui realizzazione affidò all'architetto ottomano Sinān, che portò a termine i lavori nel 1571.

### Il ponte sulla Drina

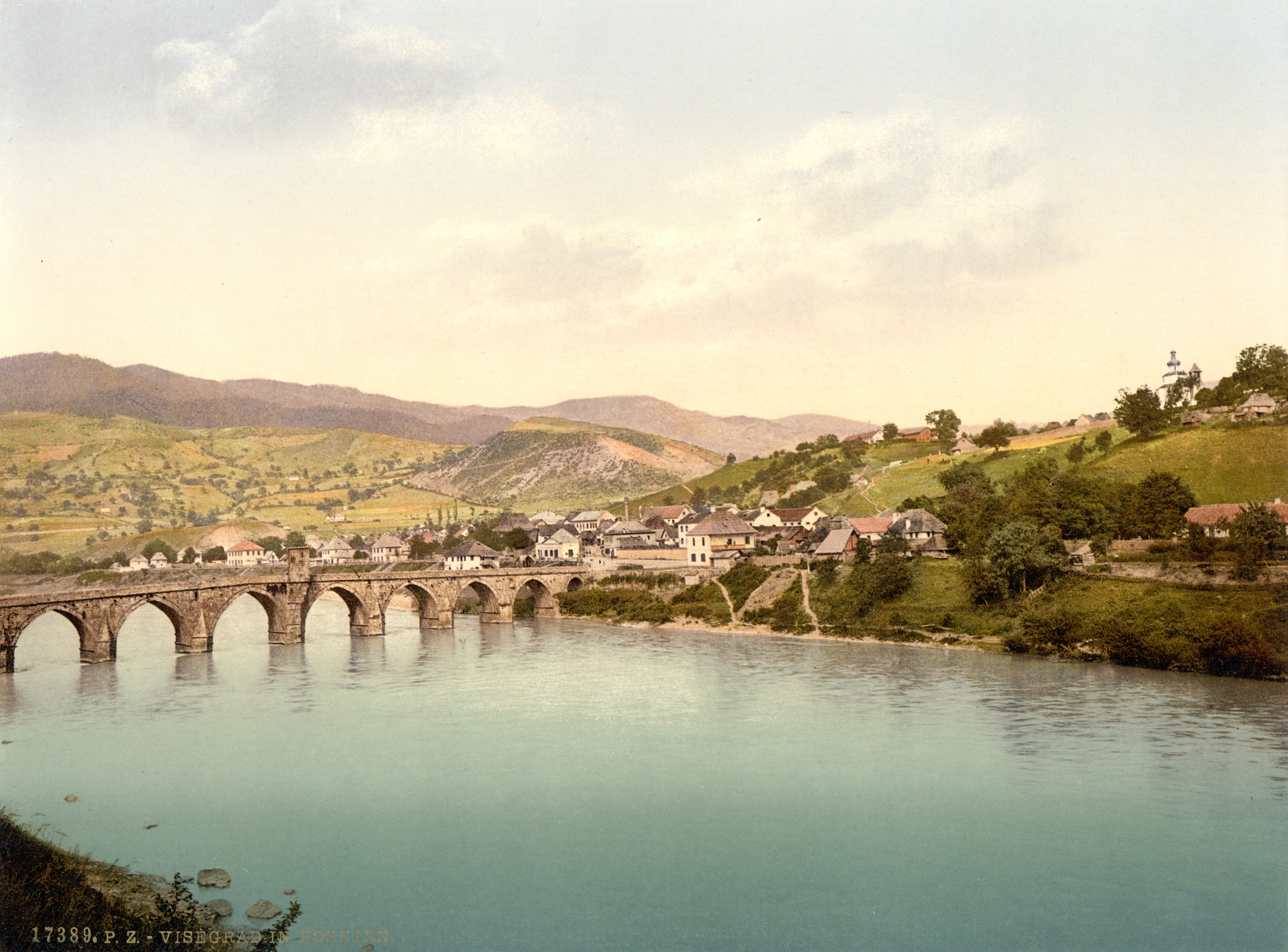
Il ponte di Višegrad, eretto sul fiume Drina

Il ponte di Mehmed Paša Sokolović ha una carreggiata di 4 metri, poggia su 11 arcate e si erge sulle acque per una lunghezza complessiva di 179 metri. Sul lato sud della balconata centrale del ponte è stata eretta una stele in epoca incerta, che, secondo la versione più accreditata, commemorerebbe la fine dei lavori. In una nicchia, sempre sulla balconata centrale, trova invece posto un'iscrizione commemorativa della costruzione del ponte fatta installare dal gran vizir Sokollu Mehmed Pascià durante il regno del sultano Murad III.
Il ponte, nei lunghi anni della sua vita, ha subito parecchi danneggiamenti e distruzioni ed è stato più volte sottoposto a ristrutturazione: i danni peggiori si sono verificati nel 1664 e nel periodo di particolare turbolenza politica che va dal 1875 al 1911. Fra il 1914 e il 1915 tre degli archi occidentali sono stati distrutti e ricostruiti prima del 1940. Durante la seconda guerra mondiale altri cinque archi sono stati distrutti nella stessa parte danneggiata in precedenza e sono poi stati ricostruiti prima del 1951. Attualmente è stato rinnovata la pavimentazione e sono stati installati cavi elettrici per l'illuminazione dal basso, che nelle ore che vanno dal crepuscolo all'alba permettono di assistere allo spettacolo mozzafiato dell'elegante ponte che sembra essere sospeso sulle acque della Drina.
Questa meraviglia architettonica, come già scriveva Andrić, fu sempre, dal momento della sua costruzione, parte integrante della vita di Višegrad: orgoglioso ponte eretto tra due mondi e tra due religioni e triste testimone delle orribili persecuzioni perpetrate nei secoli dall'una e dall'altra parte. Nelle guerre jugoslave del XX secolo il ponte è stato "scelto come luogo per svariate esecuzione pubbliche ai danni dei Musulmani, come parte del piano di pulizia etnica (...) Nel 1992 il ponte era il luogo più sanguinoso di Višegrad, dove uomini, donne e bambini furono fucilati e gettati nelle acque della Drina. Visibile da quasi ogni angolo della città, le esecuzioni effettuate sul ponte erano da intendersi pubbliche".
Come abbiamo visto, nel corso dei secoli diversi fattori hanno contribuito a danneggiare seriamente il ponte: attualmente la struttura è stata dichiarata pericolante a causa delle fluttuazioni del livello del fiume causate da una diga idroelettrica costruita a monte, a cui ha fatto seguito il danneggiamento alle fondazioni provocato dalle vibrazioni delle automobili che lo attraversavano. Per questo motivo il ponte è attualmente chiuso al traffico.

## Monumenti e luoghi d'interesse
Il monumento principale della cittadina è il già citato ponte di Mehmed Paša Sokolović, inserito dall'UNESCO nella lista dei patrimoni dell'umanità nel 2007. Nell'abitato sorgono anche due moschee ricostruite dopo la guerra degli anni '90 e una chiesa ortodossa del XIX secolo, mentre la nuova attrazione del centro cittadino è Andrićgrad, un quartiere a tema che ripercorre la storia della regione, dedicato allo scrittore Ivo Andrić.
Nel territorio della municipalità si trova anche il monastero di Dobrun, uno tra i più antichi monasteri ortodossi della Bosnia ed Erzegovina.

## Infrastrutture e trasporti
La città è raggiunta da una diramazione della ferrovia turistica Šarganska osmica.